# 뷰티풀 선데이 (텔레비전 프로그램)
《뷰티풀 선데이》는 2002년 7월 14일부터 2004년 3월 14일까지 SBS에서 방송되었던 예능 프로그램이다.